# Oskar Erdmann
Oskar Erdmann (* 14. Februar 1846 in Thorn; † 13. Juni 1895 in Kiel) war ein deutscher Germanist.

## Leben und Wirken
Er wurde 1846 in Thorn als Sohn eines Priesters geboren. Erdmann begann 1863 klassische und germanische Philologie an der Universität Leipzig zu studieren, später wechselte er an die Friedrich-Wilhelms-Universität Berlin. 1867 wurde er an der Universität Königsberg über die Syntax des Pindar promoviert. In den Jahren von 1874 bis 1876 erschien seine Untersuchung über die Sprache Otfrids. Hierauf hin wurde ihm die Otfridausgabe in der germanistischen Handbibliothek übertrugen. Erdmann habilitierte sich 1883 in Königsberg und ging 1885 nach Breslau. Hier schloss er die ersten Skizzen zu seinem Band über die Grundzüge der deutschen Syntax ab und ging 1889 als Professor an die Universität Kiel, wo er zusammen mit Hugo Gering die Leitung der Zeitschrift für deutsche Philologie übernahm. Zusätzlich wurde ihm die Mitarbeit am Grimm’schen Wörterbuch übertragen. Außerdem beschäftigte er sich mit altdeutscher Metrik und Grammatik, mit mittelhochdeutscher Dichtung (Otfrid von Weißenburg), Klopstock, Lessing, Goethe und Schiller.
Er verstarb 1895 im Alter von 49 Jahren.

## Veröffentlichungen
- Untersuchungen über die Syntax der Sprache Otfrieds. Zwei Teile. Verl. d. Buchhandl. d. Waisenhauses, Halle 1874/1876 (Nachdruck: Olms, Hildesheim 1973).
- Ueber F. M. Klingers dramatische Dichtungen. Dalkowski, Königsberg 1877.
- Ueber die Wiener und Heidelberger Handschrift des Otfrid. Dümmler, Berlin 1880.
- Otfrid von Weißenburg / Evangelienbuch, hrsg. u. erklärt von Oskar Erdmann (= Germanistische Handbibliothek, Bd. 5). Verl. d. Buchhandl. d. Waisenhauses, Halle 1882 (6. Aufl., besorgt von Ludwig Wolff. Niemeyer, Tübingen 1973, ISBN 3-484-20078-2).
- Grundzüge der deutschen Syntax nach ihrer geschichtlichen Entwicklung. Zwei Bände. Cotta, Stuttgart 1886/1898 (Nachdruck: Olms, Hildesheim 1985, ISBN 3-487-07655-1).